# 稔叶扁担杆
稔叶扁担杆（学名：Grewia urenifolia）为椴树科扁担杆属下的一个种。

## 扩展阅读
- 維基物種上的相關：稔叶扁担杆